# Televisión en Afganistán
La Televisión en Afganistán (TV) comenzó a transmitir en todo el país a partir de agosto de 1978, floreciendo hasta la década de 1990, cuando las hostilidades en la capital, Kabul, destruyeron la infraestructura de transmisión. Entre 1996 y 2000, el gobierno talibán prohibió la televisión, aunque algunas estaciones en áreas fuera del control de los talibanes continuaron transmitiendo. Después de su remoción, se reanudó la transmisión de televisión en todo el país comenzando con el canal estatal de Televisión Nacional de Afganistán. Se informó que Afganistán tiene actualmente más de 200 canales de televisión locales e internacionales, 96 en Kabul y 107 en otras provincias del país. En 2014, el país inició un cambio de transmisión de televisión analógica a digital.

## Historia

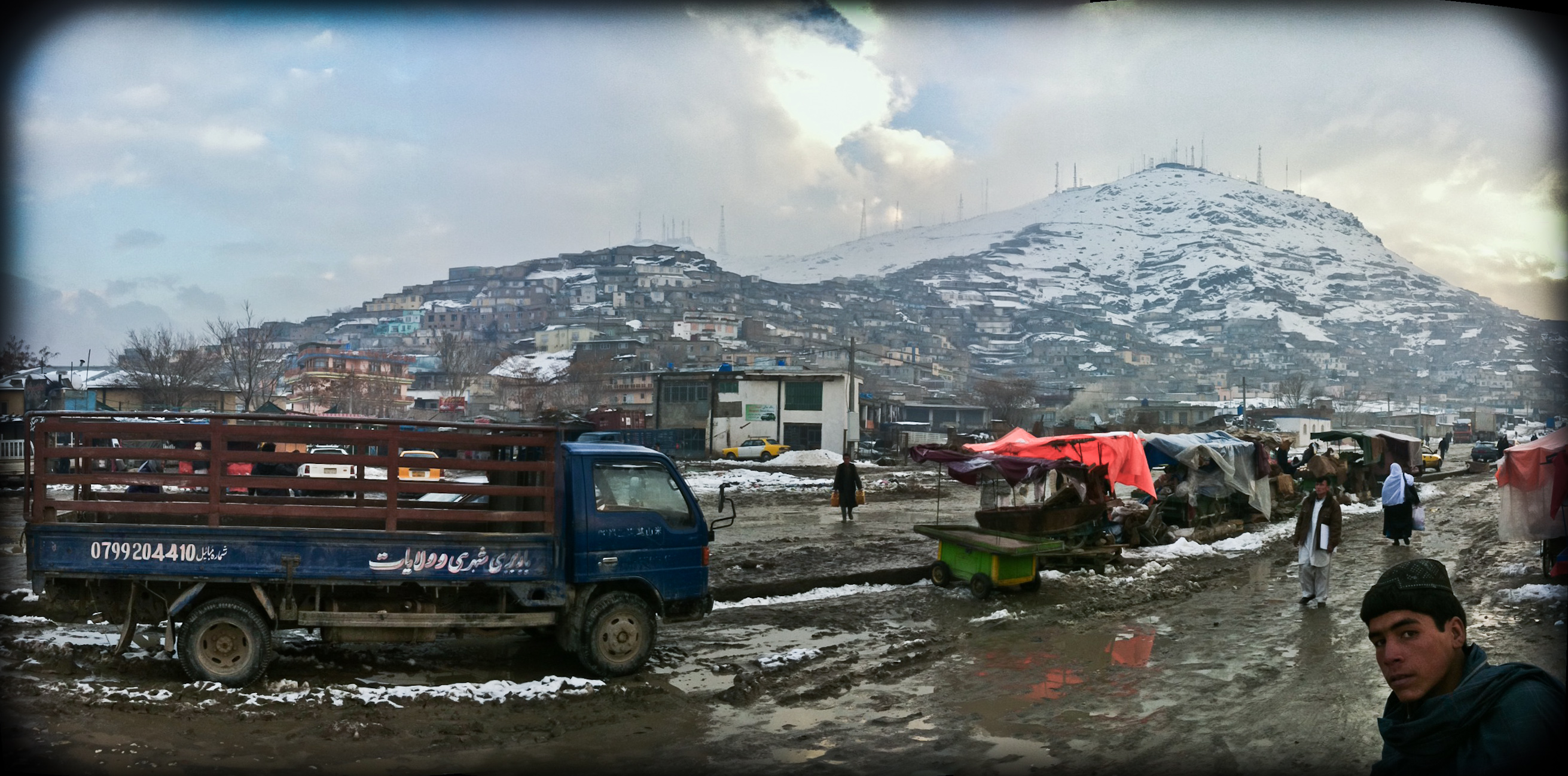
Asamayi (derecha), conocida popularmente como la montaña de TV, donde se encuentran los transmisores de la ciudad de Kabul.

El fundamento conceptual de la televisión en Afganistán fue aclarado por primera vez por el Dr. Hafiz Sahar, editor en jefe del diario nacional Eslah, en su trabajo académico de investigación de 1967 en la Universidad de Nueva York. Hizo un argumento convincente y defendió, basándose en experiencias de otros países en desarrollo, la necesidad de la televisión como herramienta educativa, así como soluciones prácticas a los problemas técnicos iniciales de llevar la televisión a Afganistán, como “Kabul está dominado por dos altos cerros que hacen excelentes torres de transmisión natural, simplificando así los problemas de cobertura”.
La ayuda técnica y financiera proporcionada por la Agencia Japonesa de Cooperación Internacional (JICA) inició el trabajo de construcción de los edificios del estudio y el transmisor en 1976, y el trabajo se completó con la inauguración oficial el 19 de agosto de 1978. La estatal Radio Televisión Afganistán (RTA, anteriormente Radio Afganistán) lanzó el primer canal de televisión en Afganistán en la primera transmisión durante dos horas diarias. Durante la década de 1980 se transmitieron muchos programas soviéticos, como el programa infantil Nu, pogodí!. Los estudios de RTA también fueron utilizados a menudo por los músicos para grabar videos musicales.
A partir de 1992, la televisión entró en decadencia como resultado de la guerra en Kabul, destruyendo la infraestructura. Durante el gobierno talibán entre 1996 y 2001, la televisión estuvo estrictamente prohibida —especialmente después del 8 de julio de 1998— y se cerraron las tiendas que vendían televisores, antenas parabólicas, VCR u otros dispositivos de entretenimiento de tecnología similar. Cualquiera que tuviera o mirara televisión era arrestado y castigado. La emisora de televisión nacional fue cerrada, mientras que los edificios y estudios de las emisoras privadas fueron destrozados por la policía del régimen. Un territorio más pequeño que estaba controlado por la Alianza del Norte en la provincia nororiental del país de Badajsán tenía un canal de televisión financiado por la Alianza del Norte que transmitía, con débil señal, noticias y películas a aproximadamente 5000 personas en la ciudad de Fayzābād. La estación tenía una gran biblioteca de películas y documentales en VHS y Betamax para su transmisión, y la película estadounidense First Blood fue, según los informes, la más popular según los espectadores. No obstante, la estación todavía tenía algunos niveles de censura, prohibiendo películas que contenían mujeres en traje de baño, cantando o bailando (bajo la presión de fundamentalistas de la Alianza del Norte), sin embargo, las escenas sangrientas y violentas se mantuvieron intactas. El reproductor Betamax que reproducía la mayoría de las películas que tenía la estación estaba roto.
Cuando la administración de Hamid Karzai llegó al poder en diciembre de 2001, se relanzó el primer canal de televisión de Afganistán. El sitio de transmisión en la cima de Asamayi resultó gravemente dañado después de la invasión estadounidense, por lo que la televisión relanzada en Kabul solo transmitía desde un aparato de 200 vatios. La JICA, que originalmente ayudó a desarrollar la televisión en la década de 1970, fue consultada una vez más para remodelar los transmisores. Más tarde, Tolo y Shamshad TV se convirtieron en una de las primeras estaciones de televisión comerciales del país y sentaron las bases para un medio de comunicación accesible al ofrecer una gran biblioteca de programas.
En 2014, Afganistán lanzó un pacto con Eutelsat por un satélite, que se lanzó en 2014 como Afghansat 1 y transmite canales de televisión.
A partir de 2019, Afganistán tiene más de 200 canales de televisión locales e internacionales, 96 en Kabul y 107 en otras provincias del país.

## Propiedad y audiencia de la televisión
Según el informe de la Fundación Asia "Una encuesta del pueblo afgano en 2016", la propiedad de la televisión se concentra en las áreas urbanas, donde la electricidad es más confiable y corresponde a un mayor ingreso familiar. La región central (Kabul) exhibe el mayor número de propietarios de televisores, con el 53,3% de los hogares con un solo televisor, seguida de cerca por las regiones Este y Sudoeste. Casi dos tercios de los afganos (64,5%) informan haber visto programas de televisión. Se informó que Tolo era la cadena más vista, seguida de Ariana Televisión Network, Shamshad TV y Lemar.
Otro estudio realizado por Gallup en 2015 encontró que Tolo era más popular entre las mujeres, mientras que la Televisión Nacional de Afganistán (RTA) era más popular entre los hombres. La visualización semanal de televisión fue más alta en el norte del país y más baja en el este.

### Transmisión
En Afganistán, muchas personas ven la televisión a través de señales terrestres analógicas tradicionales que utilizan antenas (en su mayoría interiores). Es el método dominante para ver la televisión en las zonas urbanas. La transmisión por satélite es mucho más común en las zonas rurales que en las urbanas. Las tarifas de cable son bajas tanto para zonas urbanas como rurales.
En enero de 2013, el Ministerio de Tecnología de la Información y las Comunicaciones de Afganistán celebró una reunión con emisoras de televisión sobre los planes para cambiar de sistemas de transmisión analógicos a digitales. Afganistán adoptó el estándar DVB-T2 y el cambio comenzaría en Kabul.
El 31 de agosto de 2014, el sistema de televisión digital terrestre de Afganistán llamado Oqaab fue inaugurado oficialmente por el segundo vicepresidente de Afganistán, SE Mohammad Karim Khalili, y el ministro de Comunicaciones y Tecnología de la Información, SE Amirzai Sangin, en una ceremonia en el Hotel Serena de Kabul.

## Canales
Además de los dos canales internacionales como la Red de televisión Ariana International y Tolo TV International, existen otros como:
| - 1TV - Afghan TV - Afghanistan National Television - Ariana Afghanistan (con sede en EE. UU.) - Ariana Television Network (ATN) - Arzo TV - Asr TV - Ayna TV - Emrooz TV - Farda TV - Herai TV - Khorasan TV (con sede en EE. UU.) - Lemar TV - Noor TV (con sede en EE. UU.) - Noor TV Afghanistan | - Noorin TV - Payame Afghan TV (con sede en EE. UU.) - RTA (Radio Televisión Afganistán) - RTA Nangarhar - Saba TV - Saba World - Sepher TV - Shamshad TV - Taraqi TV - Tolo TV - Tamadon TV - Ujala TV - Zan TV – (Primer canal sobre temas de mujeres) |